# Paul Adolf Wagner
Paul Adolf Wagner (* 4. April 1868 in Döbeln; † 14. April 1951 in Königstein (Sächsische Schweiz)) war ein deutscher Lehrer, Geologe und Geografiedidaktiker.

## Leben
Er war der Sohn des Döbelner Bürgerschullehrers Gustav Adolf Wagner und dessen Ehefrau Pauline Emilie, geborene Mankel († 1874). Nach dem Besuch des Lehrerseminars in Nossen wurde Paul Wagner Volksschullehrer in Leipzig-Gohlis. Hier entschied er sich 1894, an der Universität Leipzig Naturwissenschaften und Geografie zu studieren, und promovierte 1897. Im Anschluss erhielt er nach erfolgreichem Staatsexamen eine Stelle als Lehrer an der 1. Realschule in Dresden-Johannstadt. Von dort aus half er Alphons Stübel beim Aufbau des Museums für Länderkunde in Leipzig. Den ersten Führer dieses Museums gab Wagner 1905 heraus.
Im Jahr 1911 wurde er Lehrer an der neugegründeten Dresdner Studienanstalt für Mädchen, an der er 1918 Konrektor wurde und an der er bis zu seiner Pensionierung im Jahre 1928 wirkte. In dieser Zeit war er ein entschiedener Verfechter einer deutschen Schulreform, für die er beispielsweise 1918 den Lehrplanentwurf für den erdkundlichen Unterricht an den höheren Schulen Sachsens vorlegte, der daraufhin im Folgejahr in Sachsen eingeführt wurde. Er wurde Mitglied und in den 1930er Jahren Leiter im Dresdner Verein für Erdkunde.
Einem breiten Publikum in Sachsen wurde er vor allem durch die Publikation der Sächsischen Wanderbücher bekannt, die sich nicht nur mit Dresden und Leipzig, sondern auch mit dem Erzgebirge in populärwissenschaftlicher Art und Weise beschäftigten und in mehreren Auflagen erschienen.

## Nachlass
Der wissenschaftliche Nachlass von Paul Wagner befindet sich heute im Archiv für Geographie des Leibniz-Instituts für Länderkunde in Leipzig. Ein Porträt von ihm befindet sich im Digitalen Porträtarchiv.